# Heinrich II. (Werle)
Heinrich II., Herr zu Werle (* nach 1262; † nach 1308) war nach 1291 Herr zu Penzlin.

## Leben

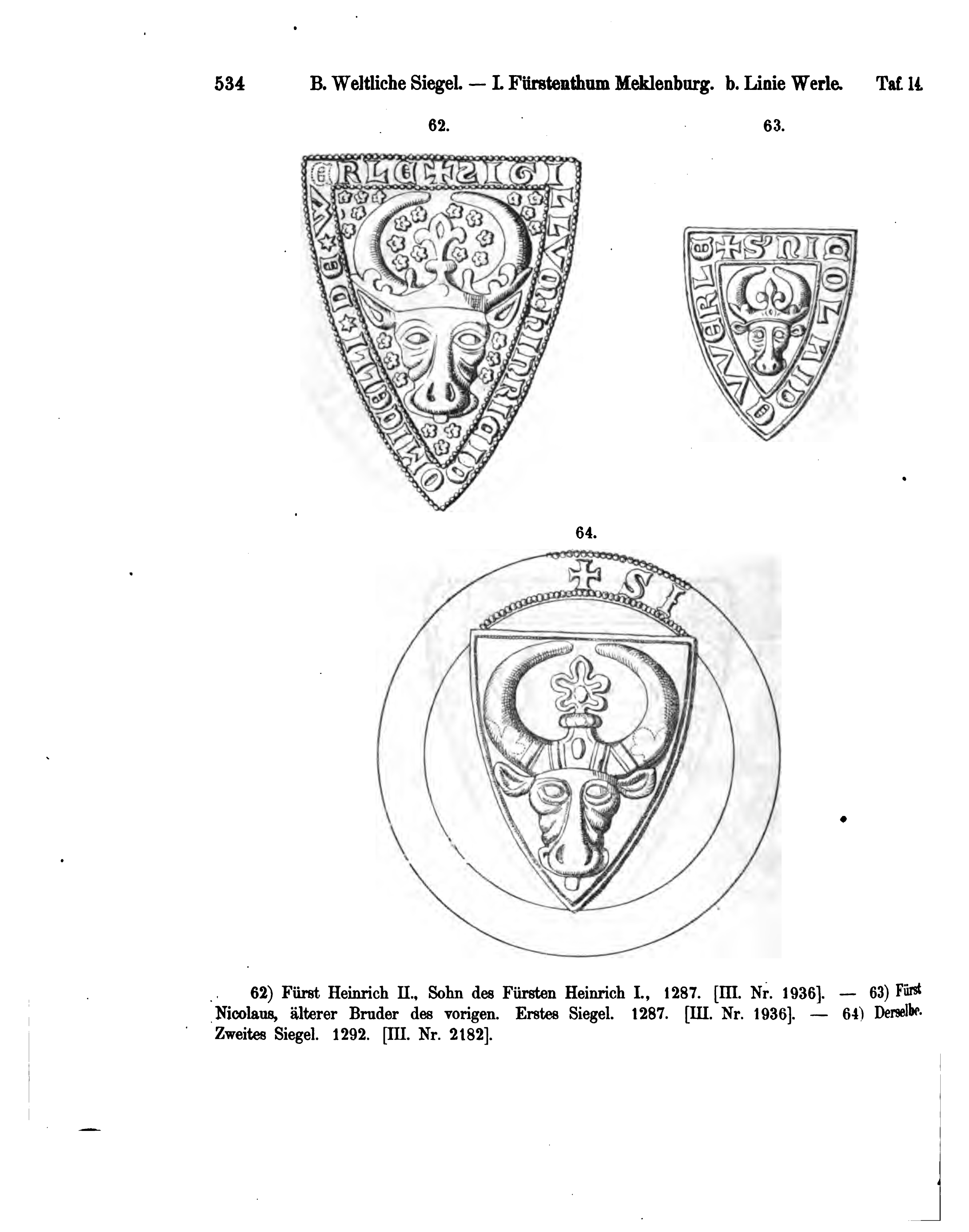
Siegel (62)

Heinrich II. war ein Prinz aus dem Hause Mecklenburg (Linie Werle). Er war ein Sohn von Heinrich I. zu Werle († 1291) und Rikitsa Birgersdatter († 1288).
Er wird urkundlich am 1. August 1282 zuerst genannt, als sein Vater des Consenses seiner Söhne (filiorum nostrorum, Nycolai videlicet et Heynrici, unanimi consensu) gedenkt. Gemeinsam mit seinem Bruder Nikolaus erschlug er seinen Vater auf der Jagd bei Saal. Beide fürchteten um ihr Erbe nach des Vaters zweiter Heirat mit Mathilde von Braunschweig-Lüneburg.
Hiernach verschanzte er sich zu Penzlin, wo er sich zwar bis zum Markgrafenkrieg halten konnte, die Nachfolge seinen Vaters trat jedoch sein Vetter Nikolaus II. († 1316) an. Heinrich II. wurde nach dem Vatermord in Urkunden nicht mehr genannt.
Heinrich II. vermählte sich mit einer Tochter Branims von Pommern († 1278) aus dessen dritter Ehe. Diese wird wahlweise in Mechthild oder Beatrix erkannt.
Aus der Ehe sind zwei Kinder hervorgegangen:
- Barnim von Werle († nach 8. Juni 1339), Kanoniker zu Cammin (1317, 1330/1333), Probst zu St. Marien in Stettin (1322), Mönch in Kolbatz (1330)[2]
- Mechthild von Werle († 21. Januar 1356), Priorin in Pyritz[2]